# سمان الغابة مخطط الوجه
سمان الغابة مخطط الوجه (الاسم العلمي: Odontophorus balliviani) (بالإنجليزية: Stripe-faced Wood-quail)‏ هو نوع من الطيور يتبع جنس سمان الغابة من فصيلة سمان العالم الجديد.